# Juventus Football Club 2007-2008
Questa voce raccoglie le informazioni riguardanti la Juventus Football Club nelle competizioni ufficiali della stagione 2007-2008.

## Stagione

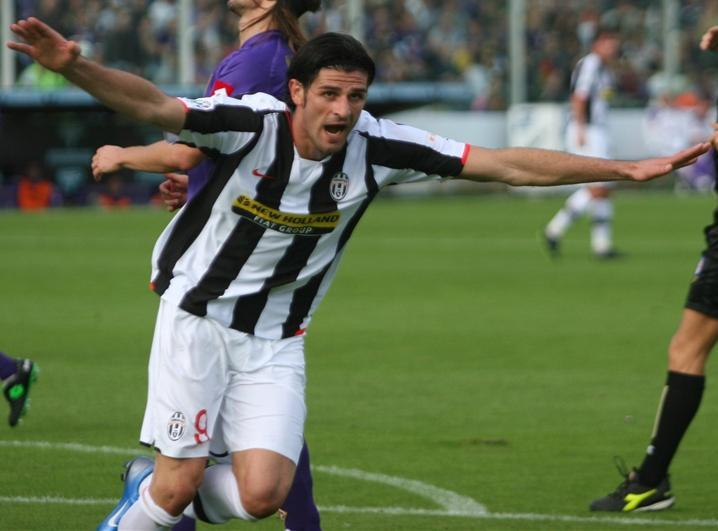
Il neoacquisto Vincenzo Iaquinta, prima riserva dell'attacco juventino, chiude la stagione a quota 12 reti.

In seguito al ritorno in Serie A, nell'estate 2007 Claudio Ranieri – artefice della salvezza raggiunta dal Parma nel precedente campionato – divenne il nuovo tecnico bianconero. Dal punto di vista dell'organico, la squadra artefice della promozione non conobbe stravolgimenti, venendo rifinita con gli ingaggi degli svincolati Grygera e Salihamidžić oltreché della punta Iaquinta prelevata dall'Udinese.
I bianconeri iniziarono il campionato con due vittorie contro Livorno e Cagliari, trovandosi temporaneamente al comando assieme alla Roma. La squadra incassò la prima sconfitta per mano dell'Udinese, uscendo poi indenne dalla trasferta sul campo dei giallorossi, risultato quest'ultimo che legittimò le ambizioni della neopromossa Signora. Seguì quindi la disputa del primo derby della Mole in Serie A dopo un quadriennio, con l'ultima stracittadina risalente al 5 aprile 2003: con la sfida preceduta da violenti scontri tra le tifoserie, fu un gol di Trezeguet nel recupero, sul filo del fuorigioco, a decidere la gara; polemiche circa l'arbitraggio caratterizzarono poi la sconfitta contro il Napoli, risoltasi per 3-1 in favore dei campani. Tornata al successo già nel turno seguente, la compagine bianconera si approcciò al primo, sentito derby d'Italia dopo i fatti di Calciopoli: un'Inter campione in carica venne fermata sul pari, con la storica rivalità rinfocolata da uno scontro di gioco tra Nedvěd e Figo che costò la rottura del perone al portoghese.

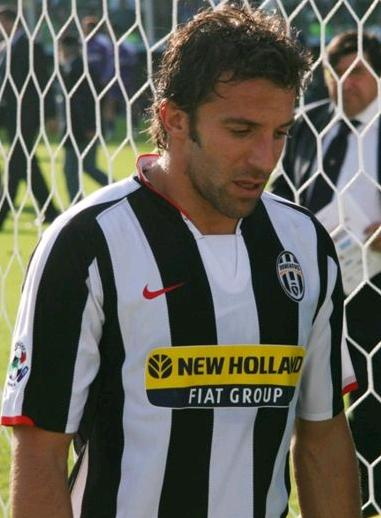
Con 21 gol, per l'unica volta in carriera il capitano bianconero Alessandro Del Piero è capocannoniere della Serie A, bissando il titolo di migliore marcatore della Serie B 2006-2007.

Sul piano realizzativo la formazione torinese si dimostrò una delle più prolifiche d'Europa, preceduta solamente dagli spagnoli del Real Madrid e dai tedeschi del Werder Brema. Protagonista di un positivo girone di andata, la Juventus – che nel frattempo in Coppa Italia aveva eliminato in successione Parma ed Empoli – occupava il terzo posto della graduatoria a metà torneo. Il cammino in coppa si arrestò invece nei quarti di finale, per mano dell'Inter: dopo un 2-2 colto in rimonta a San Siro, i bianconeri furono sconfitti di misura a domicilio abbandonando la competizione.
Degno di nota risultò invece il prosieguo del campionato, malgrado una lieve flessione impedì di lanciare l'assalto alla seconda piazza; infatti l'opaco derby di ritorno si concluse a reti bianche, mentre arrivarono sconfitte inattese dapprima sul campo della Reggina e poi all'Olimpico contro la Fiorentina. Colta un'importante affermazione in casa dei nerazzurri, la stagione calcistica italiana si macchiò di un'altra tragedia, la seconda dopo quella del laziale Gabriele Sandri: il 30 marzo 2008, prima della sfida casalinga contro il Parma, un pullman di sostenitori bianconeri che si trovava nell'area di servizio Crocetta Nord a Castello di Annone, lungo l'A21, venne immotivatamente aggredito da numerosi ultras crociati e, nella concitata fuga, il bus investì accidentalmente (come stabilirà la giustizia ordinaria cinque anni dopo) ma mortalmente l'assalitore ducale Matteo Bagnaresi. Sul fronte sportivo la Juventus centrò l'immediato traguardo del ritorno in Europa, assicurandosi in anticipo la partecipazione alla Champions League dopo una larga vittoria 5-2 sulla Lazio: a precludere aritmeticamente il secondo posto fu però la sconfitta sul campo di un Siena che raggiunse contestualmente la salvezza.
Il piazzamento corrispose al migliore risultato di una neopromossa da un trentennio a quella parte, dopo la seconda posizione che il L.R. Vicenza aveva centrato nel campionato 1977-1978. Il numero dieci Del Piero replicò con 21 gol il titolo di capocannoniere, dopo quello conseguito in Serie B nella stagione precedente: unico predecessore in tal senso era stato Paolo Rossi, riuscito in tale exploit vestendo i succitati colori vicentini. Il partner offensivo Trezeguet fece registrare invece 20 marcature, con la coppia che divenne la più prolifica nell'èra dei 3 punti a vittoria: Re David e Pinturicchio migliorarono peraltro, con 41 reti in luogo delle precedenti 40, il primato stabilito da loro stessi nell'edizione 2001-2002.

## Divise e sponsor
Lo sponsor tecnico per la stagione 2007-2008 è Nike, mentre lo sponsor ufficiale è New Holland.
La prima divisa è la classica casacca a strisce verticali bianconere, in cui la principale novità è rappresentata dal ritorno alla numerazione rossa, un dettaglio che era proposto per l'ultima volta nell'annata 1998-1999. La divisa da trasferta torna al completo blu, con solo due sottili fasce gialle sul petto a inglobare il jersey sponsor, mentre la terza divisa è una riproposizione della seconda muta nera della stagione precedente. Inoltre, per gli impegni del precampionato la squadra ha sfoggiato una speciale summer shirt, completamente bianca eccezione fatta per dei piping neri.
| Casa | Trasferta | Terza divisa | Estate 2007 |

Le divise dei portieri, fornite nei colori nero, rosso, azzurro e grigio, hanno il template proposto da Nike per quest'anno: strisce verticali tono su tono. Come nella stagione precedente, le due stelle sono poste sulla manica sinistra, ad eccezione della summer shirt, che presenta le stelle sulla manica destra.
| 1ª portiere | 2ª portiere | 3ª portiere | 4ª portiere |

## Società
Area direttiva
- Presidente: Giovanni Cobolli Gigli
- Presidenti onorari: Giampiero Boniperti e Franzo Grande Stevens
- Amministratore delegato e direttore generale: Jean-Claude Blanc
- Amministratori: Carlo Barel Di Sant'Albano, Aldo Mazzia, Gian Paolo Montali, Camillo Venesio, Riccardo Montanaro, Marzio Saà
- Direttore pianificazione e controllo: Stefano Bertola
- Direttore amministrativo e finanza: Michele Bergero

Area organizzativa
- Segretario sportivo: Francesco Gianello
- Team manager: Gianluca Pessotto

Area comunicazione
- Responsabile area comunicazione: Giuseppe Gattino
- Addetti stampa senior: Marco Girotto
- Addetti stampa e editoria: Fabio Ellena e Gabriella Ravizzotti
- Responsabile contenuti editoriali: Enrica Tarchi
- Comunicazione corporate: Stefano Coscia

Area marketing
- Direttore commerciale e marketing: Marco Fassone
- Responsabile Juventus Merchandising: Laurent Boquillet

Area tecnica
- Direttore sportivo: Alessio Secco
- Responsabile osservatori: Pasquale Sensibile
- Allenatore: Claudio Ranieri
- Allenatore in seconda: Christian Damiano
- Assistente di campo: Paolo Benetti
- Preparatori atletici: Andrea Scanavino e Riccardo Capanna
- Preparatore dei portieri: Giorgio Pellizzaro

Area sanitaria
- Responsabile sanitario: dott. Riccardo Agricola
- Medici sociali: dott. Michele Gemignani, dott. Bartolomeo Goitre e dott. Luca Stefanini
- Fisioterapisti: Aldo Esposito e Luigi Pochettino
- Massofisioterapisti: Mauro Caudana, Dario Garbiero e Franco Giacometto

## Rosa
| N. |                                 | Ruolo | Calciatore                      |
| -- | ------------------------------- | ----- | ------------------------------- |
| 1  | Italia (bandiera)               | P     | Gianluigi Buffon                |
| 2  | Italia (bandiera)               | D     | Alessandro Birindelli           |
| 3  | Italia (bandiera)               | D     | Giorgio Chiellini               |
| 4  | Argentina (bandiera)            | C     | Sergio Bernardo Almirón         |
| 5  | Francia (bandiera)              | D     | Jonathan Zebina                 |
| 6  | Italia (bandiera)               | C     | Cristiano Zanetti               |
| 7  | Bosnia ed Erzegovina (bandiera) | C     | Hasan Salihamidžić              |
| 8  | Italia (bandiera)               | C     | Mauro Germán Camoranesi         |
| 9  | Italia (bandiera)               | A     | Vincenzo Iaquinta               |
| 10 | Italia (bandiera)               | A     | Alessandro Del Piero (capitano) |
| 11 | Rep. Ceca (bandiera)            | C     | Pavel Nedvěd                    |
| 12 | Italia (bandiera)               | P     | Emanuele Belardi                |
| 13 | Australia (bandiera)            | P     | Jess Kedwell Vanstrattan        |
| 14 | Portogallo (bandiera)           | D     | Jorge Andrade                   |
| 17 | Francia (bandiera)              | A     | David Trezeguet                 |

| N. |                       | Ruolo | Calciatore          |
| -- | --------------------- | ----- | ------------------- |
| 18 | Francia (bandiera)    | D     | Jean-Alain Boumsong |
| 19 | Italia (bandiera)     | D     | Domenico Criscito   |
| 20 | Italia (bandiera)     | C     | Raffaele Palladino  |
| 21 | Rep. Ceca (bandiera)  | D     | Zdeněk Grygera      |
| 22 | Mali (bandiera)       | C     | Mohamed Sissoko     |
| 23 | Italia (bandiera)     | C     | Antonio Nocerino    |
| 24 | Uruguay (bandiera)    | A     | Rubén Olivera       |
| 25 | Italia (bandiera)     | D     | Guglielmo Stendardo |
| 28 | Italia (bandiera)     | D     | Cristian Molinaro   |
| 30 | Portogallo (bandiera) | C     | Tiago               |
| 32 | Italia (bandiera)     | C     | Marco Marchionni    |
| 33 | Italia (bandiera)     | D     | Nicola Legrottaglie |
| 34 | Italia (bandiera)     | C     | Cristian Pasquato   |
| 36 | Italia (bandiera)     | C     | Luca Castiglia      |

## Calciomercato

### Sessione estiva(dall'1/7 all'1/9)
I dati relativi agli aspetti finanziari delle operazioni di mercato sono indicati in  Resoconto intermedio di gestione al 30 settembre 2007 (PDF), su juventus.com,  pp. 10-11. URL consultato il 23-12-2008 (archiviato dall'url originale il 6 dicembre 2008).
| Acquisti | Acquisti                 | Acquisti            | Acquisti                       |
| R.       | Nome                     | da                  | Modalità                       |
| -------- | ------------------------ | ------------------- | ------------------------------ |
| P        | Jess Kedwell Vanstrattan | Verona              | prestito                       |
| D        | Domenico Criscito        | Genoa               | riscatto comp.                 |
| D        | Daniele Gastaldello      | Siena               | riscatto comp. (650 000 €)     |
| D        | Zdeněk Grygera           | Ajax                | svincolato                     |
| D        | Jorge Andrade            | Deportivo La Coruña | definitivo (10,5 milioni €)    |
| D        | Cristian Molinaro        | Siena               | riscatto comp. (2,5 milioni €) |
| C        | Sergio Bernardo Almirón  | Empoli              | definitivo (9 milioni €)       |
| C        | Antonio Nocerino         | Piacenza            | riscatto comp. (3,7 milioni €) |
| C        | Hasan Salihamidžić       | Bayern Monaco       | svincolato                     |
| C        | Tiago Mendes             | Olympique Lione     | definitivo (13,65 milioni €)   |
| A        | Vincenzo Iaquinta        | Udinese             | definitivo (11,25 milioni €)   |
| A        | Rubén Olivera            | Sampdoria           | fine prestito                  |
| A        | Francesco Volpe          | Ravenna             | riscatto comp. (1 milioni €)   |

| Cessioni | Cessioni                 | Cessioni          | Cessioni                           |
| R.       | Nome                     | a                 | Modalità                           |
| -------- | ------------------------ | ----------------- | ---------------------------------- |
| P        | Antonio Mirante          | Sampdoria         | prestito                           |
| D        | Federico Balzaretti      | Fiorentina        | definitivo (3,8 milioni €)         |
| D        | Daniele Gastaldello      | Sampdoria         | definitivo (1,25 milioni €)        |
| D        | Robert Kovač             | Borussia Dortmund | definitivo (0 milioni €)           |
| D        | Igor Tudor               | Hajduk Spalato    | definitivo (0 milioni €)           |
| D        | Felice Piccolo           | Empoli            | compartecipazione (125 000 €)      |
| D        | Andrea Rossi             | Siena             | compartecipazione (400 000 €)      |
| C        | Simone Bentivoglio       | Chievo            | risoluzione comp. (500 000 €)      |
| C        | Manuele Blasi            | Napoli            | compartecipazione (2,45 milioni €) |
| C        | Raffaele Bianco          | Bari              | prestito                           |
| C        | Viktor Budjanskij        | Ascoli            | risoluzione comp. (900 000 €)      |
| C        | Paolo De Ceglie          | Siena             | compartecipazione (1,25 milioni €) |
| C        | Andrea Gasbarroni        | Parma             | definitivo (1,5 milioni €)         |
| C        | Giuliano Giannichedda    | Livorno           | definitivo (0 milioni €)           |
| C        | Sebastian Giovinco       | Empoli            | prestito                           |
| C        | Olivier Kapo             | Birmingham City   | definitivo (2,3 milioni €)         |
| C        | Claudio Marchisio        | Empoli            | prestito                           |
| C        | Matteo Paro              | Genoa             | compartecipazione (1,5 milioni €)  |
| C        | Alessio Tacchinardi      |                   | svincolato                         |
| C        | Dario Venitucci          | Treviso           | prestito                           |
| A        | Valerij Bojinov          | Fiorentina        | fine prestito                      |
| A        | Tomás Guzmán             | Piacenza          | compartecipazione (450 000 €)      |
| A        | Davide Lanzafame         | Bari              | prestito                           |
| A        | Fabrizio Miccoli         | Palermo           | definitivo (4,3 milioni €)         |
| A        | Michele Paolucci         | Udinese           | compartecipazione (1,35 milioni €) |
| A        | Rey Volpato              | Empoli            | compartecipazione (500 000 €)      |
| A        | Francesco Volpe          | Livorno           | compartecipazione (1 milioni €)    |
| A        | Francesco Volpe          | Ravenna           | compartecipazione (450 000 €)      |
| A        | Marcelo Danubio Zalayeta | Napoli            | compartecipazione (1,4 milioni €)  |

### Sessione invernale(dal 4/1 al 31/1)
I dati relativi agli aspetti finanziari delle operazioni di mercato sono indicati in  Resoconto intermedio di gestione al 31 marzo 2008 (PDF), su juventus.com,  p. 12. URL consultato il 23-12-2008 (archiviato dall'url originale il 26 novembre 2008).
| Acquisti | Acquisti            | Acquisti  | Acquisti                  |
| R.       | Nome                | da        | Modalità                  |
| -------- | ------------------- | --------- | ------------------------- |
| D        | Guglielmo Stendardo | Lazio     | prestito                  |
| C        | Mohamed Sissoko     | Liverpool | definitivo (11 milioni €) |

| Cessioni | Cessioni                | Cessioni        | Cessioni                 |
| R.       | Nome                    | a               | Modalità                 |
| -------- | ----------------------- | --------------- | ------------------------ |
| D        | Jean-Alain Boumsong     | Olympique Lione | definitivo (3 milioni €) |
| D        | Domenico Criscito       | Genoa           | prestito                 |
| C        | Sergio Bernardo Almirón | Monaco          | prestito                 |
| A        | Rubén Olivera           | Peñarol         | prestito                 |

## Risultati

### Serie A

#### Girone di andata
| Arbitro: | Gava (Conegliano) |

|                                                    |           |              |
| Trezeguet 29’, 87’, 90+2’ Iaquinta 71’ (rig.), 86’ | Marcatori | 90+4’ Loviso |

| Arbitro: | Tagliavento (Terni) |

|                               |           |                                           |
| Foggia 55’ (rig.), 80’ (rig.) | Marcatori | 53’ Trezeguet 76’ Del Piero 90’ Chiellini |

| Arbitro: | Farina (Novi Ligure) |

|  |           |               |
|  | Marcatori | 47’ Di Natale |

| Arbitro: | Morganti (Ascoli Piceno) |

|                |           |                            |
| Totti 30’, 36’ | Marcatori | 17’ Trezeguet 88’ Iaquinta |

| Arbitro: | Celi (Campobasso) |

|                                                                 |           |  |
| Legrottaglie 48’ Salihamidžić 50’ Trezeguet 76’ Palladino 90+1’ | Marcatori |  |

| Arbitro: | Rocchi (Firenze) |

|  |           |                 |
|  | Marcatori | 90+3’ Trezeguet |

| Arbitro: | Rizzoli (Bologna) |

|                 |           |              |
| Mutu 89’ (rig.) | Marcatori | 23’ Iaquinta |

| Arbitro: | Banti (Livorno) |

|               |           |  |
| Del Piero 36’ | Marcatori |  |

| Arbitro: | Bergonzi (Genova) |

|                                            |           |               |
| Gargano 49’ Domizzi 62’ (rig.), 70’ (rig.) | Marcatori | 46’ Del Piero |

| Arbitro: | Celi (Campobasso) |

|                                |           |  |
| Trezeguet 51’ (rig.), 62’, 70’ | Marcatori |  |

| Arbitro: | Rocchi (Firenze) |

|                |           |          |
| Camoranesi 77’ | Marcatori | 41’ Cruz |

| Arbitro: | Gava (Conegliano) |

|                                  |           |                               |
| Gasbarroni 43’ (rig.) Pisanu 57’ | Marcatori | 75’ Legrottaglie 82’ Iaquinta |

| Arbitro: | Saccani (Mantova) |

|                                                                       |           |  |
| Trezeguet 29’ Iaquinta 41’ Del Piero 71’, 90+2’ (rig.) Marchionni 76’ | Marcatori |  |

| Milano 1º dicembre 2007, ore 20:30 CET 14ª giornata | Milan                    | 0 – 0 referto | Juventus | Stadio Giuseppe Meazza (76 145 spett.)\| Arbitro: \| Morganti (Ascoli Piceno) \| |
| Arbitro:                                            | Morganti (Ascoli Piceno) |               |          |                                                                                  |

| Arbitro: | Orsato (Schio) |

|            |           |  |
| Nedvěd 86’ | Marcatori |  |

| Arbitro: | Brighi (Cesena) |

|                   |           |                                  |
| Pandev 36’, 90+3’ | Marcatori | 29’ Trezeguet 48’, 70’ Del Piero |

| Arbitro: | Damato (Barletta) |

|                                |           |  |
| Salihamidžić 32’ Trezeguet 59’ | Marcatori |  |

| Arbitro: | Rocchi (Firenze) |

|             |           |                        |
| Spinesi 15’ | Marcatori | 90+1’ (rig.) Del Piero |

| Torino 20 gennaio 2008, ore 15:00 CET 19ª giornata | Juventus          | 0 – 0 referto | Sampdoria | Stadio Olimpico (22 379 spett.)\| Arbitro: \| Saccani (Mantova) \| |
| Arbitro:                                           | Saccani (Mantova) |               |           |                                                                    |

#### Girone di ritorno
| Arbitro: | Morganti (Ascoli Piceno) |

|             |           |                                  |
| Bogdani 79’ | Marcatori | 30’, 63’ Trezeguet 49’ Del Piero |

| Arbitro: | Giannoccaro (Lecce) |

|            |           |            |
| Nedvěd 56’ | Marcatori | 55’ Bianco |

| Arbitro: | Rocchi (Firenze) |

|            |           |                             |
| Dossena 6’ | Marcatori | 60’ Camoranesi 75’ Iaquinta |

| Arbitro: | Saccani (Mantova) |

|               |           |  |
| Del Piero 45’ | Marcatori |  |

| Arbitro: | Dondarini (Finale Emilia) |

|                                  |           |               |
| Brienza 32’ Amoruso 90+2’ (rig.) | Marcatori | 72’ Del Piero |

| Torino 26 febbraio 2008, ore 20:30 CET 25ª giornata | Juventus          | 0 – 0 referto | Torino | Stadio Olimpico (22 636 spett.)\| Arbitro: \| Rizzoli (Bologna) \| |
| Arbitro:                                            | Rizzoli (Bologna) |               |        |                                                                    |

| Arbitro: | Farina (Novi Ligure) |

|                            |           |                                        |
| Sissoko 29’ Camoranesi 57’ | Marcatori | 19’ Gobbi 75’ Papa Waigo 90+3’ Osvaldo |

| Arbitro: | Morganti (Ascoli Piceno) |

|  |           |                           |
|  | Marcatori | 25’ Grygera 33’ Trezeguet |

| Arbitro: | Rocchi (Firenze) |

|              |           |  |
| Iaquinta 88’ | Marcatori |  |

| Empoli 19 marzo 2008, ore 20:30 CET 29ª giornata | Empoli            | 0 – 0 referto | Juventus | Stadio Carlo Castellani (13 225 spett.)\| Arbitro: \| Rizzoli (Bologna) \| |
| Arbitro:                                         | Rizzoli (Bologna) |               |          |                                                                            |

| Arbitro: | Farina (Novi Ligure) |

|             |           |                              |
| Maniche 83’ | Marcatori | 49’ Camoranesi 63’ Trezeguet |

| Arbitro: | Banti (Livorno) |

|                                                |           |  |
| Trezeguet 17’ Palladino 30’ Morrone 77’ (aut.) | Marcatori |  |

| Arbitro: | Morganti (Ascoli Piceno) |

|                               |           |                    |
| Amauri 11’, 45+5’ Cassani 89’ | Marcatori | 52’, 71’ Del Piero |

| Arbitro: | Rocchi (Firenze) |

|                                     |           |                  |
| Del Piero 12’ Salihamidžić 45’, 80’ | Marcatori | 14’, 31’ Inzaghi |

| Arbitro: | Trefoloni (Siena) |

|  |           |                                        |
|  | Marcatori | 1’ Legrottaglie 6’, 34’, 65’ Del Piero |

| Arbitro: | Gervasoni (Mantova) |

|                                                               |           |                          |
| Chiellini 15’, 88’ Camoranesi 21’ Del Piero 32’ Trezeguet 33’ | Marcatori | 56’ Bianchi 61’ Siviglia |

| Arbitro: | Orsato (Schio) |

|           |           |  |
| Kharja 7’ | Marcatori |  |

| Arbitro: | Trefoloni (Siena) |

|               |           |              |
| Del Piero 89’ | Marcatori | 48’ Martínez |

| Arbitro: | Valeri (Roma 2) |

|                                             |           |                                               |
| Molinaro 21’ (aut.) Maggio 40’ Montella 80’ | Marcatori | 6’, 65’ (rig.) Del Piero 15’ (rig.) Trezeguet |

### Coppa Italia

#### Prima fase
| Arbitro: | Bergonzi (Genova) |

|                       |           |                                           |
| Castellini 75’ (rig.) | Marcatori | 62’ Molinaro 73’ Almirón 82’ Salihamidžić |

#### Fase finale
| Arbitro: | Farina (Novi Ligure) |

|                     |           |              |
| Pozzi 20’ Abate 51’ | Marcatori | 81’ Iaquinta |

| Arbitro: | Gervasoni (Mantova) |

|                                                                 |           |                               |
| Marchionni 4’ Nedvěd 10’ Iaquinta 50’, 61’ Del Piero 77’ (rig.) | Marcatori | 33’ Antonini 45+1’, 52’ Pozzi |

| Arbitro: | Farina (Novi Ligure) |

|               |           |                            |
| Cruz 53’, 74’ | Marcatori | 79’ Del Piero 85’ Boumsong |

| Arbitro: | Saccani (Mantova) |

|                            |           |                                    |
| Del Piero 14’ Iaquinta 31’ | Marcatori | 10’, 54’ Balotelli 39’ (rig.) Cruz |

## Statistiche

### Statistiche di squadra
Statistiche aggiornate al 17 maggio 2008.
| Competizione | Punti | In casa | In casa | In casa | In casa | In casa | In casa | In trasferta | In trasferta | In trasferta | In trasferta | In trasferta | In trasferta | Totale | Totale | Totale | Totale | Totale | Totale | DR |
| Competizione | Punti | G       | V       | N       | P       | Gf      | Gs      | G            | V            | N            | P            | Gf           | Gs           | G      | V      | N      | P      | Gf     | Gs     | DR |
| ------------ | ----- | ------- | ------- | ------- | ------- | ------- | ------- | ------------ | ------------ | ------------ | ------------ | ------------ | ------------ | ------ | ------ | ------ | ------ | ------ | ------ | -- |
| Serie A      | 72    | 19      | 12      | 5       | 2       | 39      | 12      | 19           | 8            | 7            | 4            | 33           | 25           | 38     | 20     | 12     | 6      | 72     | 37     | 35 |
| Coppa Italia |       | 2       | 1       | 0       | 1       | 7       | 6       | 3            | 1            | 1            | 1            | 6            | 5            | 5      | 2      | 1      | 2      | 13     | 11     | 2  |
| Totale       |       | 21      | 13      | 5       | 3       | 46      | 18      | 22           | 9            | 8            | 5            | 39           | 30           | 43     | 22     | 13     | 8      | 85     | 48     | 37 |

### Andamento in campionato
| Giornata  | 1 | 2 | 3 | 4 | 5 | 6 | 7 | 8 | 9 | 10 | 11 | 12 | 13 | 14 | 15 | 16 | 17 | 18 | 19 | 20 | 21 | 22 | 23 | 24 | 25 | 26 | 27 | 28 | 29 | 30 | 31 | 32 | 33 | 34 | 35 | 36 | 37 | 38 |
| --------- | - | - | - | - | - | - | - | - | - | -- | -- | -- | -- | -- | -- | -- | -- | -- | -- | -- | -- | -- | -- | -- | -- | -- | -- | -- | -- | -- | -- | -- | -- | -- | -- | -- | -- | -- |
| Luogo     | C | T | C | T | C | T | T | C | T | C  | C  | T  | C  | T  | C  | T  | C  | T  | C  | T  | C  | T  | C  | T  | C  | C  | T  | C  | T  | T  | C  | T  | C  | T  | C  | T  | C  | T  |
| Risultato | V | V | P | N | V | V | N | V | P | V  | N  | N  | V  | N  | V  | V  | V  | N  | N  | V  | N  | V  | V  | P  | N  | P  | V  | V  | N  | V  | V  | P  | V  | V  | V  | P  | N  | N  |
| Posizione | 1 | 1 | 4 | 6 | 3 | 2 | 2 | 2 | 4 | 3  | 4  | 4  | 3  | 3  | 3  | 3  | 3  | 3  | 3  | 3  | 3  | 3  | 3  | 3  | 3  | 3  | 3  | 3  | 3  | 3  | 3  | 3  | 3  | 3  | 3  | 3  | 3  | 3  |

Fonte:  Serie A 2007/2008, su calcio.com.
Legenda:

Luogo: C = Casa; T = Trasferta. Risultato: V = Vittoria; N = Pareggio; P = Sconfitta.

### Statistiche dei giocatori
| Giocatore       | Serie A  | Serie A | Serie A     | Serie A    | Coppa Italia | Coppa Italia | Coppa Italia | Coppa Italia | Totale   | Totale | Totale      | Totale     |
| Giocatore       | Presenze | Reti    | Ammonizioni | Espulsioni | Presenze     | Reti         | Ammonizioni  | Espulsioni   | Presenze | Reti   | Ammonizioni | Espulsioni |
| --------------- | -------- | ------- | ----------- | ---------- | ------------ | ------------ | ------------ | ------------ | -------- | ------ | ----------- | ---------- |
| S. Almiron      | 9        | 0       | 0           | 0          | 2            | 1            | 1            | 1            | 11       | 1      | 1           | 1          |
| J. Andrade      | 4        | 0       | 0           | 0          | 1            | 0            | 0            | 0            | 5        | 0      | 0           | 0          |
| E. Belardi      | 5        | -7      | 0           | 0          | 4            | -10          | 0            | 0            | 9        | -17    | 0           | 0          |
| A. Birindelli   | 7        | 0       | 0           | 0          | 4            | 1            | 0            | 0            | 11       | 1      | 0           | 0          |
| J. Boumsong     | 0        | 0       | 0           | 0          | 3            | 1            | 0            | 0            | 3        | 1      | 0           | 0          |
| G. Buffon       | 34       | -30     | 8           | 0          | 1            | -1           | 0            | 0            | 35       | -31    | 8           | 0          |
| M. Camoranesi   | 22       | 5       | 8           | 0          | 1            | 0            | 0            | 1            | 23       | 5      | 8           | 1          |
| L. Castiglia    | 2        | 0       | 0           | 0          | 0            | 0            | 0            | 0            | 2        | 0      | 0           | 0          |
| G. Chiellini    | 30       | 3       | 9           | 1          | 2            | 0            | 0            | 0            | 32       | 3      | 9           | 1          |
| D. Criscito     | 8        | 0       | 3           | 0          | 1            | 0            | 0            | 0            | 9        | 0      | 3           | 0          |
| A. Del Piero    | 37       | 21      | 2           | 0          | 4            | 3            | 0            | 0            | 41       | 24     | 2           | 0          |
| Z. Grygera      | 24       | 1       | 4           | 0          | 3            | 0            | 2            | 0            | 27       | 1      | 6           | 0          |
| V. Iaquinta     | 24       | 8       | 4           | 0          | 5            | 4            | 1            | 0            | 29       | 12     | 5           | 0          |
| N. Legrottaglie | 33       | 3       | 10          | 0          | 4            | 0            | 1            | 0            | 37       | 3      | 11          | 0          |
| M. Marchionni   | 11       | 1       | 0           | 0          | 3            | 1            | 0            | 0            | 14       | 2      | 0           | 0          |
| C. Molinaro     | 31       | 0       | 4           | 0          | 5            | 1            | 0            | 0            | 36       | 1      | 4           | 0          |
| P. Nedvěd       | 31       | 2       | 6           | 2          | 2            | 1            | 0            | 0            | 33       | 3      | 6           | 2          |
| A. Nocerino     | 32       | 0       | 13          | 0          | 4            | 0            | 0            | 0            | 36       | 0      | 13          | 0          |
| R. Olivera      | 1        | 0       | 0           | 0          | 0            | 0            | 0            | 0            | 1        | 0      | 0           | 0          |
| R. Palladino    | 26       | 2       | 3           | 0          | 5            | 0            | 0            | 0            | 31       | 2      | 3           | 0          |
| C. Pasquato     | 1        | 0       | 0           | 0          | 0            | 0            | 0            | 0            | 1        | 0      | 0           | 0          |
| H. Salihamidžić | 26       | 4       | 3           | 0          | 4            | 0            | 2            | 0            | 30       | 4      | 5           | 0          |
| M. Sissoko      | 15       | 1       | 4           | 1          | 0            | 0            | 0            | 0            | 15       | 1      | 4           | 1          |
| G. Stendardo    | 5        | 0       | 3           | 0          | 1            | 0            | 0            | 0            | 6        | 0      | 3           | 0          |
| Tiago           | 20       | 0       | 3           | 0          | 3            | 0            | 1            | 0            | 23       | 0      | 4           | 0          |
| D. Trezeguet    | 36       | 20      | 3           | 0          | 3            | 0            | 1            | 0            | 39       | 20     | 4           | 0          |
| C. Zanetti      | 26       | 0       | 8           | 1          | 3            | 0            | 0            | 0            | 29       | 0      | 8           | 1          |
| J. Zebina       | 16       | 0       | 6           | 1          | 1            | 0            | 0            | 0            | 17       | 0      | 6           | 1          |